# További utasítások (Lost)
2006. október 18-án került először adásba az amerikai ABC csatornán a sorozat 50-edik részeként. Elizabeth Sarnoff és Carlton Cuse írta, és Stephen Williams rendezte. Az epizód középpontjában John Locke áll.

## Ismertető
|  | Alább a cselekmény részletei következnek! |

### Visszaemlékezések
A Helennel való fájdalmas szakítás után, Locke egy farmerközösségbe költözik, ahol családtagként bánnak vele. A hazaúton, Locke felvesz egy Eddie nevű stoppost, aki Eureka-ba tart, hogy munkát keressen. Locke felajánlja neki, hogy bemutatja a farmerközösségnek, és kerít neki valami munkát. Útközben megállítja őket a helyi seriff. Azt mondja Lockenak, akár be is vihetné, amiért felszedett egy stoppost. Eddie azt hazudja neki, hogy Locke a nagybácsija.
Miután megérkeznek a közösségbe, Locke megmutatja Eddie-nek a „verejtéklakot”, ahol az emberek meditálhatnak, és eldönthetik magukban, hogy farmerek vagy vadászok. Az ebédnél, Locke megismerteti Eddie-t Mike-kal és Jannel, a közösség két vezetőjével. Locke mondja az imát, melyben megköszöni Istennek, hogy új életet kezdhet egy új családdal.
6 héttel később, Eddie az üvegházról kérdezgeti Locke-ot, mert mindezidáig senki nem akarta megmutatni neki, mi folyik odabent. Locke megígéri, hogy beszélni fog Mike-kal és Jannel ezügyben.
Az üvegházban – ahol titokban marihuánát termesztenek – Mike és Jan a pénzüket számolgatják és arra készülnek, hogy elmenekülnek a farmról. Ugyanis rájönnek, hogy Eddie valójában nyomozó, aki az elmúlt 6 hétben bizonyítékokat gyűjtött bűnös tevékenységükről. Lockera hárul a felelősség, hiszen ő hozta a farmra Eddiet. Locke azt mondja nekik, hogy még nem késő helyrehozni a családot.
Attól félve, hogy elveszti az új családját, John vadászni viszi Eddiet azzal a tervvel, hogy megöli őt. Megtudja Eddie-től, hogy a rendőrség választotta ki Locke-ot, mert büntetlen előéletű és nemrég óta van itt, így könnyebben a bizalmába lehet férkőzni. Locke fegyvert szegez Eddiere, aki azt mondja neki, úgysem fogja megtenni, mert ő nem vadász, hanem farmer. Locke erre azt mondja, hogy ő igenis vadász. Ám ennek ellenére nem képes megölni Eddiet, és hagyja hogy elsétáljon.

### Valós idejű történések
A bunkerben történt robbanás után Locke a dzsungelben tér magához. Látja, ahogy Desmond meztelenül elrohan mellette, de nem tud utánaszólni, mert elment a hangja. Miután feltápászkodik, majdnem fejbetalálja Eko botja, ami az egyik fáról esik le. A táborba visszatérve Charlie segítségét kéri, ám csak írásos formában tud kommunikálni vele. Épít egy „verejtéklakot” Eko és Charlie templomának a közepén. Mielőtt bemegy, készít egy hallucinogén kenőcsöt, amit korábban Boonenál is alkalmazott.
A verejtéklakban, Lockenak különös látomása van. Boone-t látja maga előtt. Locke a szájával jelzi, hogy sajnálja, amiért a halálát okozta. Boone tájékoztatja Locke-ot, elviszi őt egy helyre, ahol újra visszatérhet a helyes útra. Tájékoztatja, hogy használnia kell a tolószéket az úton. A következő pillanatban, Locke a sydney-i repülőtéren találja magát és Boonet. Boone azt mondja, a repülőtéren van valaki, aki veszélyben van, és meg kell mentenie. Locke több túlélőt is lát, de nem tudja eldönteni, kinek kell segítenie. Locke keresgélése közben Boone eltűnik, majd a mozgólépcső tetején jelenik meg. Felhívja Locke-ot, aki csak négykézláb tud feljutni hozzá. Az emeleten, Locke mindenütt vért lát, és Eko botját is véresen találja meg. Ezután Boone szintén csupa vér lesz, és felszólítja Locke-ot, hogy rendet kell raknia maga után. A látomás elmúlik, legalábbis Locke azt gondolja. Ám a következő pillanatban egy jegesmedve ugrik elő a semmiből. A látomás csak ezután múlik el.
A látomás után Locke visszanyeri a hangját. Charlieval együtt elindul megmenteni Ekot, akit úgy hiszi, egy jegesmedve vitt el magával. Útjuk során több bizonyítékot is találnak arra, hogy valóban egy jegesmedvével van dolguk. Azt is felfedezik, hogy a bunker berobbant, és semmi sem maradt belőle. Nem sokkal ezután, zörgést hallanak az egyik bokorból. Locke odahajít egy kést. Hurley lép elő a bokor sűrűjéből, kulacsában Locke késével.
Hurley elmondja Locke-nak és Charlie-nak, hogy mi történt, amikor találkoztak a „Többiek”-kel, hogyan ejtették túl Jacket, Kate-et és Sawyert, majd hogyan engedték őt el, hogy megmondja, soha többé nem mehetnek oda. Megemlíti, hogy valószínűleg „Henry”, azaz Ben a vezetőjük. Locke visszaküldi őt a táborba, Charlie pedig figyelmezteti a jegesmedvére.
Locke megtalálja a jegesmedve barlangját. Miután megfelelően álcázza magát, egy fáklyával és egy hajsprayvel felfegyverkezve belép a barlangba. A földön talál egy játékkamiont és egy csontvázat, amin egy Gyöngy-logóval ellátott ruha van. Észreveszi a földön fekvő Mr. Ekot. Odalép hozzá, hogy kisegítse a barlangból, ám ekkor rátámad a jegesmedve. Locke lángszóróként használja a fáklyát és a hajsprayt, így tartva távol magától a fenevadat. Charlie segítségével sikerül biztonságos helyre vinniük Ekot.
Hurley a visszaúton találkozik a meztelen Desmonddal. Ad neki egy ruhát, majd megkérdezi, hogy mit csináltak a bunkerben, ami miatt az egész sziget vibrált és az ég ibolyaszínű lett. Desmond semmi ilyesmire nem emlékszik. Hurley azt is elmondja, hogy Jackéket foglyul ejtették a „Többiek”. Desmond nem félti őket, mondván, hogy Locke a beszédében kifejtette, megmenti őket. Hurley csodálkozik ezt hallva, hiszen Locke nem mondott semmiféle beszédet. Desmond elnézést kér zavarodottságáért.
Amíg Charlie elmegy hozni egy kevés vizet az öntudatlan Ekónak, Locke bocsánatot kér Ekotól, mert úgy véli, az ő hibája hogy ilyen helyzetbe került, hiszen ha hagyta volna neki, hogy nyomkodja a gombot, Jackékkel tarthatott volna és megmenthette volna őket. Eko hirtelen magához tér, és azt mondja Lockenak, még nem késő megmentenie őket, mert ő egy vadász. Mire Charlie visszatér, Eko újra öntudatlan állapotba kerül.
A táborban, Locke egy csapatot szervez Jackék megmentésére. Megkéri Paulot és Nikkit, hogy gondoskodjanak Ekoról, majd beszédében kifejti, mindent meg fog tenni azért, hogy kiszabadíthassák barátaikat. Hurley visszaemlékszik arra, hogy Desmond is pont erről beszélt neki. „Déjà vu érzés” – mondja Charlienak, majd a távolban köveket hajigáló Desmondra szegezi tekintetét.
|  | Itt a vége a cselekmény részletezésének! |